# We Can Do It!

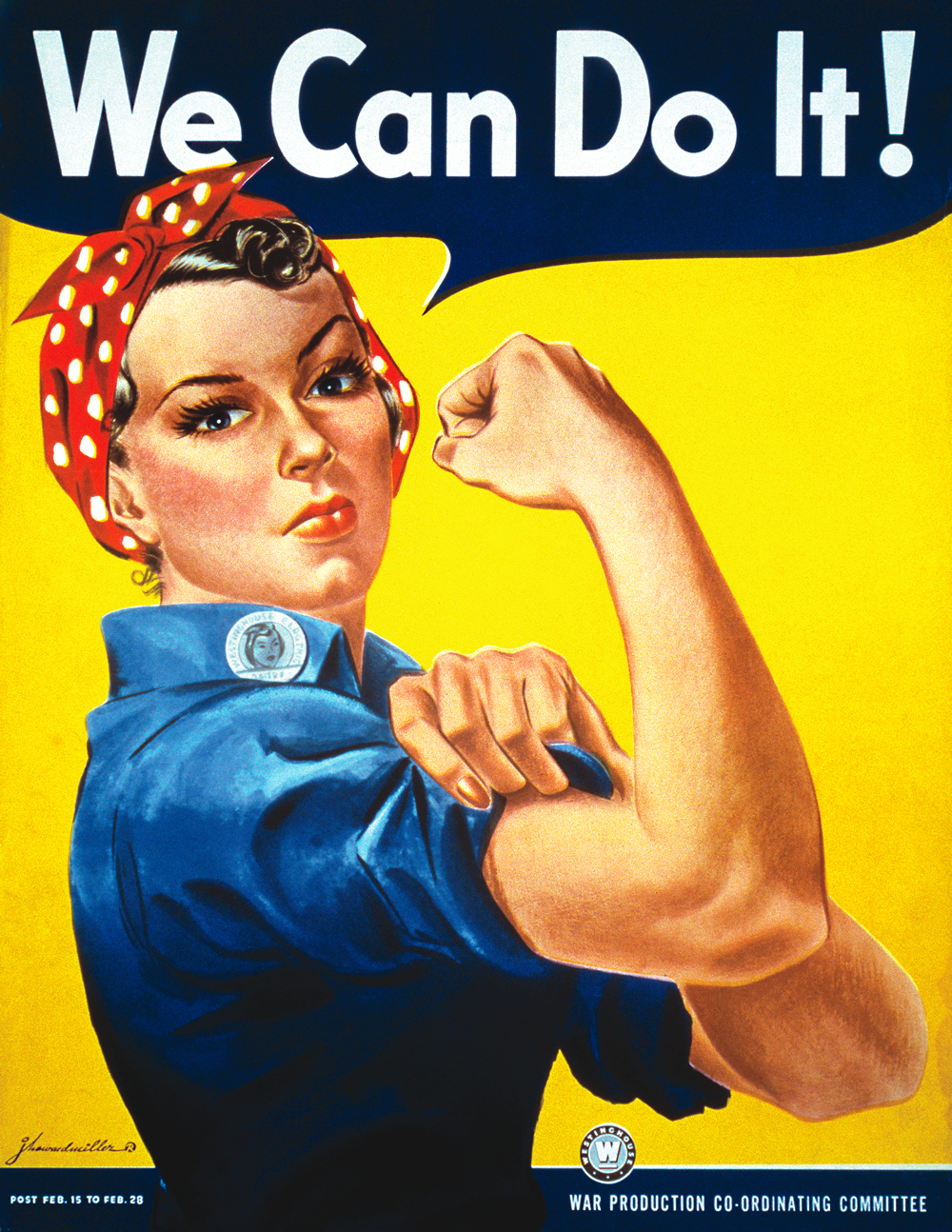
Il manifesto "We Can Do It" di J. Howard Miller del 1943

WE CAN DO IT! è un manifesto statunitense di propaganda della Seconda Guerra Mondiale, creato nel 1943 da J. Howard Miller per la Westinghouse Electric come immagine per sollevare il morale dei lavoratori.
Questo manifesto non era molto diffuso durante la Seconda Guerra Mondiale, ma venne riscoperto nei primi anni ottanta e largamente riprodotto in diverse forme. Spesso è chiamato "We Can Do It", ma un altro nome è "Rosie the Riveter", figura iconica di un'operaia donna nell'industria bellica. L'immagine di "We Can Do It" venne usata per promuovere il femminismo e altre questioni politiche sorte negli anni ottanta. Nel 1994 venne usata come copertina dalla rivista Smithsonian e nel 1999 divenne un francobollo di prima classe americano. Inoltre nel 2008 fece parte dei materiali della campagna elettorale di molti politici americani, e venne reinventata nel 2010 per celebrare il primo ministro donna in Australia. Il manifesto è una delle dieci immagini più richieste al National Archives and Records Administration.
Dopo la sua riscoperta, si è spesso pensato che l'immagine sia sempre stata usata come un invito rivolto alle donne, affinché si unissero allo sforzo bellico. In realtà durante la guerra l'immagine era strettamente riservata alla Westinghouse e mostrata solo nel febbraio del 1943, e non aveva lo scopo di reclutamento, ma di esortare le donne già assunte nella fabbrica a lavorare più duramente. Le femministe e non solo hanno colto al volo l'atteggiamento edificante e il messaggio dell'immagine per reinventarla in diverse forme, tra cui l'auto-legittimazione, la promozione di campagne, la pubblicità e le parodie.
Dopo aver visto la copertina dello Smithsonian nel 1994, Geraldine Hoff Doyle affermò di essere la protagonista del manifesto, sostenendo di essere il soggetto di una fotografia, risalente all'epoca della guerra, che ritraeva una donna impiegata in una fabbrica. Questa foto avrebbe a suo parere ispirato il lavoro di Miller. Riconoscendole l'identità di "Rosie the Riveter", Geraldine venne onorata da molte organizzazioni, tra cui il Michigan Women's Historical Center and Hall of Fame. Ma nel 2015 la donna ritratta nel manifesto venne identificata come l'allora ventenne Naomi Parker, che lavorava già nel 1942, ancora prima che la Doyle si diplomasse. L'idea che la foto di Geraldine Doyle abbia ispirato il manifesto non può essere né confermata né negata, quindi né lei né la Parker possono essere identificate con certezza come le protagoniste di "We Can Do It".

## Sfondo storico

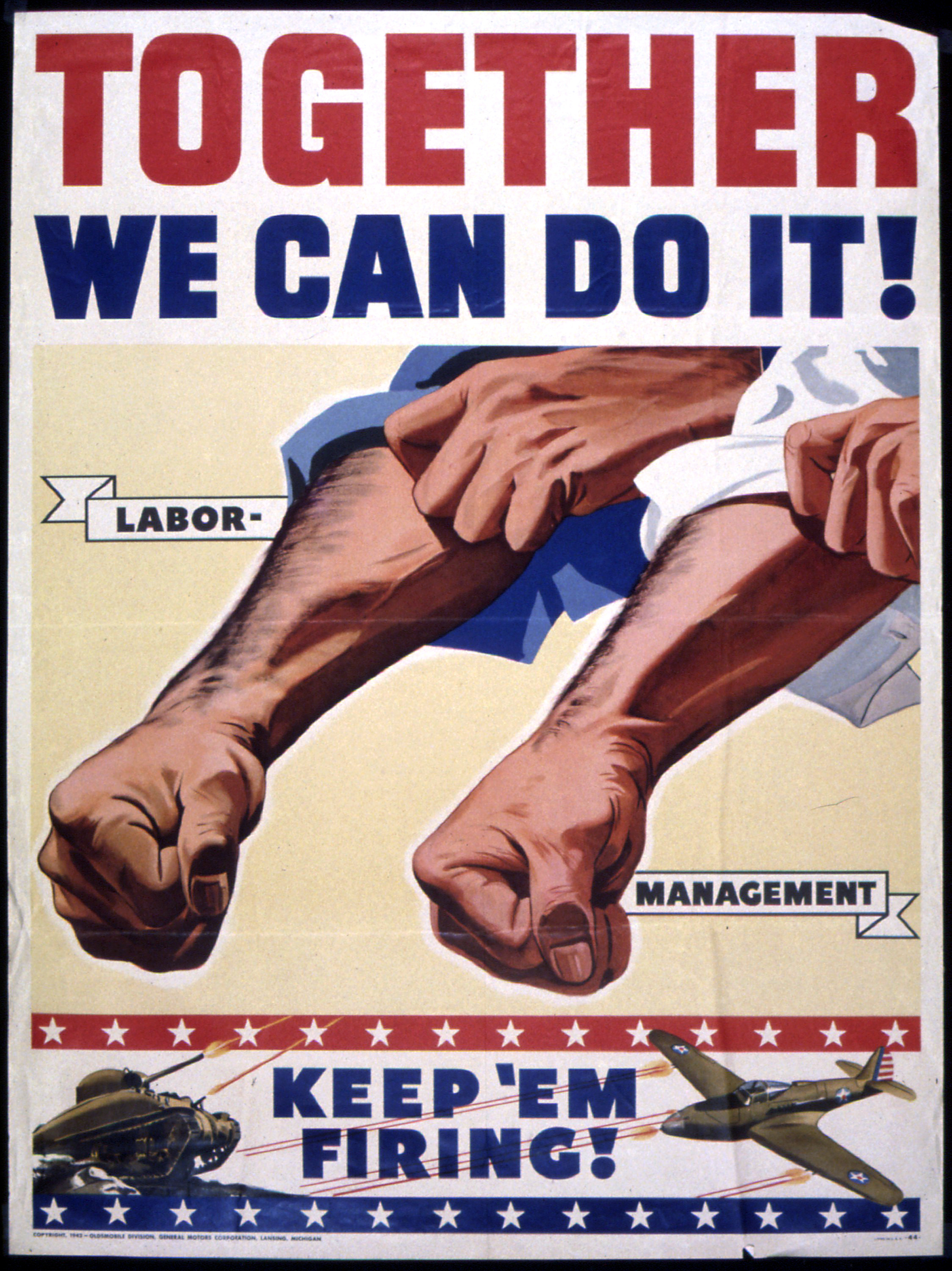
Un manifesto di propaganda del 1942 che incoraggia la collaborazione tra i sindacati e la direzione della General Motors

Dopo l'attacco giapponese a Pearl Harbor, il governo statunitense lanciò un appello ai costruttori, affinché producessero maggiori quantità di beni di guerra. L'atmosfera nelle grandi fabbriche era spesso tesa a causa del crescente risentimento tra la direzione e i sindacati durante gli anni trenta. I dirigenti di compagnie come la General Motors (GM) hanno cercato di minimizzare gli attriti passati e incoraggiare il lavoro di squadra. In risposta alla voce di una campagna di pubbliche relazioni promossa dall'unione United Auto Workers, la GM creò subito un manifesto di propaganda che mostrava sia gli operai che i dirigenti nell'atto di rimboccarsi le maniche, allineati per mantenere un tasso fisso di produzione bellica. Nel manifesto era scritto "Together We Can Do It!" e "Keep 'Em Firing!". Creando questi manifesti le società desideravano aumentare la produzione facendo leva sul sentimento popolare di sostegno alla guerra, con lo scopo principale di fare in modo che il governo non esercitasse un controllo eccessivo sulla produzione.

### La Westinghouse Electric
Nel 1942 l'artista di Pittsburgh J. Howard Miller venne assunto tramite un'agenzia pubblicitaria dal Comitato Interno per il Coordinamento della Produzione Bellica della Westinghouse Electric, per creare una serie di manifesti da mostrare agli operai della compagnia. Lo scopo del progetto era quello di sollevare il morale dei lavoratori, ridurre l'assenteismo, dirigere le richieste dei lavoratori alla direzione e abbassare il malcontento tra gli operai e le possibilità di sciopero. Ognuno dei più di 42 manifesti disegnati da Miller furono mostrati nella fabbrica per due settimane, e poi rimpiazzati con quello successivo nella serie. Molti di essi avevano come protagonisti uomini, per enfatizzare i ruoli tradizionali maschili e femminili. Uno dei manifesti raffigurava un manager sorridente con la scritta "Any Question About Your Work?... Ask your Supervisor". (Qualche domanda sul tuo lavoro? Chiedi al tuo superiore)

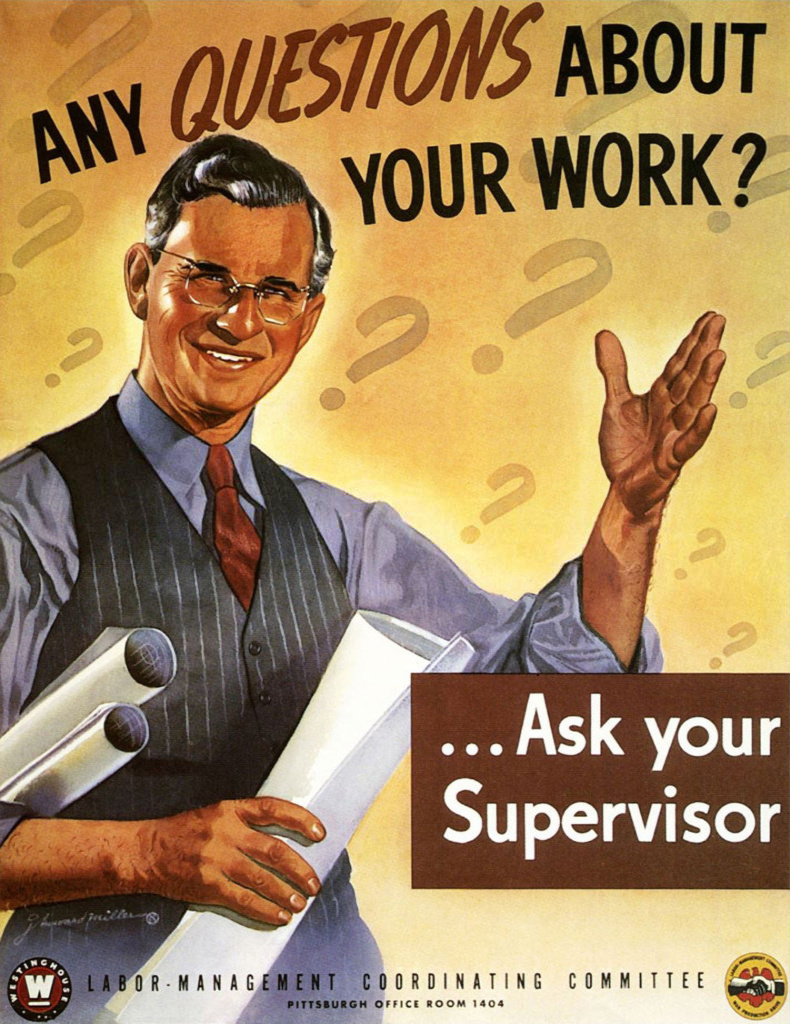
Un altro manifesto di J. Howard Miller, appartenente alla stessa serie di "We Can Do It".

Furono stampate non più di 1800 copie del manifesto "We Can Do It", in un formato di 17×22 pollici (559×432 mm). Inizialmente non era stato visto da nessuna parte, ad eccezione di alcuni stabilimenti nella zona est di Pittsburgh, in Pennsylvania e nel Midwest, nei quali era previsto che venisse mostrato per due settimane di cinque giorni lavorativi a partire dal 15 febbraio 1943.
Le fabbriche selezionate producevano rivestimenti plastificati per gli elmetti impregnati con Micarta, una resina fenolica inventata da Westinghouse. In quest'impresa erano impiegate per la maggior parte donne, che produssero circa 13 milioni di rivestimenti per elmetti nel corso della guerra. Lo slogan "We Can Do It" non venne probabilmente interpretato dalle operaie come esclusivamente diretto al rafforzamento delle sole donne, le quali erano state soggette ad una serie di manifesti paternalisti e dispotici, atti alla promozione dell'autorità della direzione, delle competenze degli impiegati e dell'unità della compagnia. Gli operai hanno probabilmente inteso il messaggio dell'immagine come "Westinghouse Employees Can Do It!": gli operai della Westinghouse possono farcela, lavorando insieme. L'immagine ottimistica serviva come una leggera propaganda per sollevare il morale dei lavoratori e prevenire il rallentamento della produzione. I colori rosso, bianco e blu negli abiti rappresentavano un discreto richiamo al patriottismo, tattica frequente nei comitati aziendali di produzione bellica.

## Rosie the Riveter
Articolo principale: Rosie the Riveter.
Durante la Seconda Guerra Mondiale il manifesto "We Can do It" non era collegato alla canzone del 1942 "Rosie the Riveter", e nemmeno al diffuso dipinto intitolato Rosie the Riveter di Norman Rockwell, che apparve sulla copertina del numero per il Memorial Day del Saturday Evening Post il 29 maggio 1943. Il manifesto della Westinghouse non aveva neppure alcun collegamento con le donne soprannominate Rosie che si fecero notare per la promozione del lavoro femminile nella produzione bellica nel Paese. Anzi, dopo essere stato mostrato per due settimane agli operai della Westinghouse nel febbraio del 1943, scomparve per quasi quarant'anni. Ebbero la meglio altre immagini di "Rosie", spesso fotografie di reali operaie. L'Office of War Information si preparò per una campagna pubblicitaria nazionale per promuovere la guerra, ma "We Can Do It!" non ne faceva parte.
L'emblematico dipinto di Rockwell Rosie the Riveter venne prestato dal Post all'US Treasury Department perché fosse usato in manifesti e campagne per promuovere i fondi di guerra. Dopo la guerra, il dipinto di Rockwell venne protetto dal diritto d'autore e fu gradualmente dimenticato; tutti i suoi dipinti furono strenuamente difesi dai suoi eredi dopo la sua morte. A causa di questa protezione il valore del dipinto originale aumentò, e fu venduto nel 2002 per quasi 5 milioni di dollari. Al contrario, la mancanza di diritti d'autore per "We Can Do It!" fu una delle ragioni della sua rinascita.
Ed Reis, uno storico volontario per la Westinghouse, notò come l'immagine originale non fosse stata mostrata alle rivettatrici durante la guerra, e ritenne quindi ingiustificata l'avvenuta associazione con "Rosie the Riveter". L'immagine a suo parere era invece indirizzata alle donne che producevano rivestimenti di Micarta per gli elmetti, motivo per cui Reis disse scherzosamente che era più probabile che la donna nell'immagine si chiamasse "Molly the Micarta Molder" o "Helen the Helmet Liner Maker".

## La riscoperta

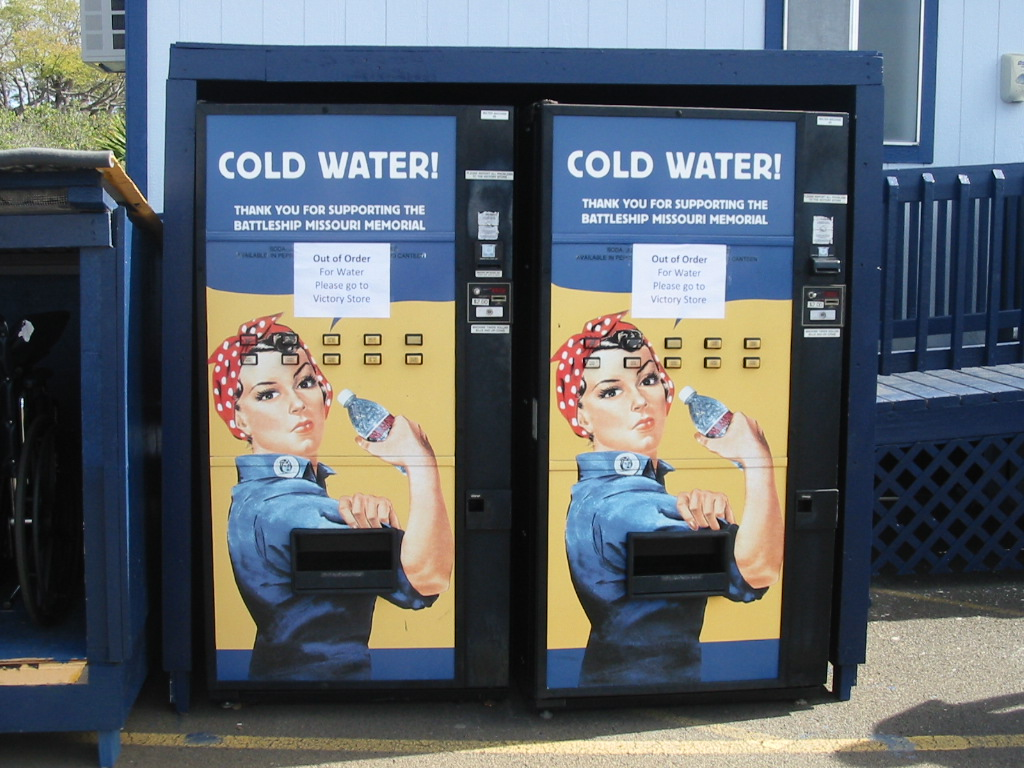
Un esempio di uso commerciale del manifesto in due distributori automatici di acqua.

Nel 1982 il manifesto "We Can Do It!" venne riprodotto in un articolo del Washington Post Magazine, intitolato "Poster Art for Patriotism's Sake", sulla collezione di manifesti del National Archives.
Negli anni seguenti il manifesto venne destinato alla promozione del femminismo, poiché le sostenitrici di tale movimento vedevano nell'immagine l'incarnazione del potere femminile. il "We" era interpretato come "We Women", che univa tutte le donne in una sorellanza nella lotta contro l'ineguaglianza di genere. Tutto ciò era molto diverso dall'uso originario dell'immagine nel 1943, che aveva lo scopo di controllare gli impiegati e impedire il rallentamento della produzione. Il professore di storia Jeremiah Axelrod sottolineò la combinazione della femminilità nell'immagine con la "composizione mascolina (quasi macho) e il linguaggio del corpo".
La rivista Smithsonian mise l'immagine in copertina nel numero di marzo 1994, per invitare i lettori a leggere l'articolo sui manifesti del periodo della guerra. Il servizio postale americano creò nel febbraio 1999 un francobollo da 33 centesimi basato sull'immagine, aggiungendo la frase "Women Support War Effort". Un poster della Westinghouse del 1943 venne mostrato al National Museum of American History durante una mostra di oggetti degli anni trenta e quaranta.

## La fotografia
Nel 1984 l'ex operaia in tempo di guerra Geraldine Hoff Doyle si imbatté in un articolo della rivista Modern Maturity che mostrava una foto d'epoca di una giovane donna che lavorava al tornio, e pensò che la foto fosse stata scattata a lei nella seconda metà del 1942, quando lavorò per un breve periodo in fabbrica. Dieci anni dopo la Doyle vide il manifesto "We Can Do It!" sulla copertina dello Smithsonian e credette che fosse stato ispirato dalla sua foto. Senza scopi di lucro, Geraldine decise che la fotografia del 1942 avesse ispirato il manifesto di Miller, facendo sì che lei stessa diventasse la protagonista dell'immagine. In seguito la Doyle venne largamente accreditata come ispiratrice del poster di Miller. Il professor James J. Kimble ottenne dall'archivio della Acme News Photograph la stampa originale della fotografia, con la sua didascalia ingiallita che identificava la donna come Naomi Parker. Si trattava di una serie di fotografie scattate alla stazione aeronavale di Alameda, in California, e mostravano la Parker e sua sorella impegnate in una serie di lavori nell'industria bellica nel marzo del 1942. Le foto vennero pubblicate in vari giornali e riviste a partire da aprile 1942, mentre Gerldine Doyle stava ancora frequentando le scuole superiori in Michigan. Nel febbraio 2015 Kimble intervistò le sorelle Parker, ora Naomi Fern Fraley (93) e la sorella Ada Wyn Morford (91), e scoprì che avevano saputo per 5 anni dell'errata identificazione della foto, e che il loro tentativo di correggere il reperto storico era stato rifiutato.
Sebbene in molte pubblicazioni sia stata ribadita l'idea di Geraldine Doyle, seppur senza prove, che la fotografia avesse ispirato il manifesto di Miller, lo storico della Westinghouse Charles A. Ruch, un abitante di Pittsburgh amico di Miller, disse che l'artista non aveva l'abitudine di lavorare con le fotografie, ma che si ispirava piuttosto a modelli in carne e ossa. Penny Coleman, autrice di Rosie the Riveter: Women working on the home front in World War II, controbatté che Ruch non poteva essere certo che Miller non avesse visto la foto in qualche periodico in cui era apparsa.

## L'eredità
Oggi l'immagine è molto conosciuta, superando di gran lunga il suo scopo rigorosamente definito durante la Seconda Guerra Mondiale. Ha decorato magliette, tatuaggi, tazze e calamite da frigorifero: così tanti prodotti che il Washington Post l'ha definito il souvenir più sovraesposto disponibile a Washington D.C. Nel 2008 venne usato per numerose campagne elettorali regionali per Sarah Palin, Ron Paul e Hillary Clinton. Michelle Obama è stata inserita nell'immagine da alcuni partecipanti al Rally to Restore Sanity and/or Fear del 2010. L'immagine è stata usata da compagnie, come ad esempio la Clorox, per pubblicizzare prodotti per la pulizia della casa, rappresentando in questo caso la donna con una fede nuziale alla mano sinistra.
In parodie dell'immagine sono state rappresentate celebrità di ogni tipo: donne, uomini, animali e personaggi di fantasia. Sono state inoltre prodotte action figures e pupazzi con la testa che dondola. Il Children's Museum di Indianapolis ha messo in mostra una replica di 4×5 piedi (1,2×1,5 m) dell'artista Kristen Cumings, fatta interamente di caramelle Jelly Belly.
Dopo che Julia Gillard divenne primo ministro in Australia nel giugno 2010, la prima donna a ricoprire tale carica, un artista di strada di Melbourne di nome Phoenix inserì il volto della Gillard in una nuova versione monocromatica del manifesto "We Can Do It!". AnOther Magazine pubblicò una foto del manifesto scattata nel giugno 2010 a Hosier Lane, a Melbourne, che mostrava come il marchio originale del "War Production Co-ordinating Committee" in basso a destra fosse stato rimpiazzato con un link al profilo Flickr di Phoenix.
Nel marzo del 2011 Phoenix creò una versione a colori con scritto "She Did It!" in basso a destra, per poi scrivere "Too Sad" in diagonale per tutta la grandezza del manifesto nel gennaio 2012, per esprimere il suo disappunto sugli sviluppi nella politica australiana.
Geraldine Doyle morì nel dicembre 2010. Utne Reader andò in stampa con la copertina pianificata per il numero di gennaio-febbraio 2011: una parodia di "We Can Do It!" con Marge Simpson col pugno destro alzato. Gli editori della rivista espressero il loro cordoglio per la morte di Geraldine Doyle, "la probabile ispirazione per il personaggio di Rosie".
Una versione 3D di "We Can Do It!" venne creata per i titoli di coda del film di supereroi del 2011 Capitan America: Il Primo Vendicatore. L'immagine servì come sfondo per l'attrice inglese Hayley Atwell.
L'Ad Council affermò che il manifesto fosse stato creato nel 1942 dal suo precursore, il War Advertising Committee, come parte della campagna "Women in War Jobs", per portare "più di due milioni di donne" nella produzione bellica. Nel febbraio 2012, durante le celebrazioni per il settantesimo anniversario dell'Ad Council, sulla sua pagina Facebook apparve in link ad un'applicazione interattiva sviluppata da Animax. L'applicazione si chiamava "Rosify yourself", riferendosi a Rosie the Riveter: gli utenti potevano caricare loro fotografie ed incorporarle nel manifesto di "We Can Do It!", salvare il risultato finale e condividerlo con gli amici. La presidente ed amministrice delegata dell'Ad Council Peggy Conlon inserì la sua foto creata con l'applicazione in un articolo scritto da lei stessa sull'Huffington Post, in cui parlava dei settant'anni di vita del gruppo. Lo staff del programma televisivo Today caricarono sul loro sito due immagini del genere, usando i volti dei nuovi conduttori Matt lauer e Ann Curry.
Tuttavia, il professor James J. Kimble della Seton Hall University e il professor Lester C. Olson della University of Pittsburgh svolsero delle ricerche sull'origine del manifesto, da cui risultò che non era stato creato dall'Ad Council e non aveva lo scopo di reclutare operaie.